# 로열 오페라

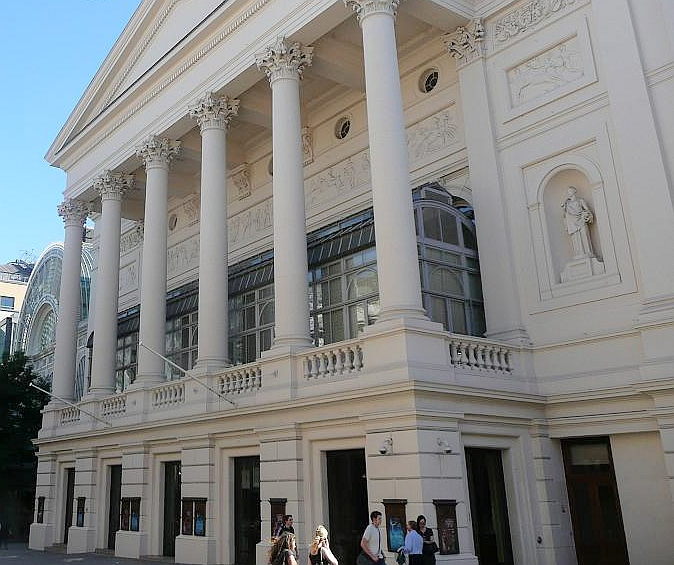
로열 오페라 하우스

로열 오페라(The Royal Opera)는 런던에 있는 오페라단으로, 1946년에 코번트 가든 오페라단으로 시작하였다. 이 오페라단은 영국 중심부 코번트 가든 내에 위치한 오페라 극장인 로열 오페라 하우스에 상주한다.

## 역사

### 코번트 가든 오페라단
제2차 세계 대전 직후 창립된 코번트 가든 오페라단은 초기에 오로지 영어를 사용해서만 공연해야 한다는 정책을 고수했다. 그러나 엘리자베스 슈바르츠코프나 한스 호터처럼 당시 세계적으로 알려진 가수들 중, 영어로 공연하는 것을 받아들이는 경우는 드물었다. 게다가 당시 로열 오페라 하우스에서는 벤저민 브리튼, 랠프 본 윌리엄스, 아서 블리스, 마이클 티펫과 같은 영국 작곡가들의 작품들을 공연하였다.
보수적인 정책에도 불구하고 오페라단은 세계적으로 명성을 얻으며 자리잡아갔고, 라파엘 쿠벨리크가 음악 감독으로 부임하기까지 조앤 서덜랜드, 존 비커스(Jon Vickers), 제러인트 에번스(Geraint Evans) 등 유명한 영어권 가수들이 코번트 가든 오페라단에서 데뷔하였다.

### 역대 음악 감독
- 카를 랑클 (1946 ~ 1951)
- 라파엘 쿠벨리크 (1955 ~ 1958)
- 조지 숄티 (1961 ~ 1971)
- 콜린 데이비스 (1971 ~ 1986)
- 베르나르트 하이팅크 (1987 ~ 2002)
- 안토니오 파파노 (2002 ~ )